# Secrétariat des Affaires autochtones
 (janvier 2023).
Le Secrétariat des Affaires autochtones est un secrétariat néo-brunswickois ayant la responsabilité des Autochtones. Il a été fondé [Quand ?]. Son ministre est Arlene Dunn depuis le 29 septembre 2020.

## Liste des ministres responsables
| Dates                          | Ministre     | Gouvernement |
| ------------------------------ | ------------ | ------------ |
| 2012 - ?                       | David Alward | David Alward |
| 2020 - en cours (janvier 2023) | Arlene Dunn  |              |